# Franceville
Pour l’article ayant un titre homophone, voir France-Ville.
Ne doit pas être confondu avec Francheville ou Merville-Franceville-Plage.

Ecusson de la ville de Franceville

Franceville est une ville du Gabon, chef-lieu de la province du Haut-Ogooué et du département de la Mpassa ; c'est la troisième ville du pays en nombre d’habitants. Elle est divisée en quatre arrondissements.
Elle est arrosée par le fleuve Ogooué ainsi que la rivière Mpassa et se trouve à 512 km au sud-est de Libreville, la capitale. Sa population s'élevait à 31 193 habitants en 1993 et à 110 568 habitants en 2013.

## Géographie

### Situation
Franceville est située à une cinquantaine de kilomètres à l'est de Moanda (la principale ville économique de la région et deuxième ville de la province) et 31 km à l'ouest de Bongoville.

### Géologie et relief
En raison de sa situation en relative altitude, près des plateaux Batéké qui s'étendent jusqu'au Congo, Franceville bénéficie d'une chaleur légèrement atténuée. Le climat est subéquatorial du fait d'une courte saison sèche de trois mois de juin à août. Le site se caractérise par un centre-ville animé au milieu d'une cuvette plutôt profonde, entourée d'une série de collines abritant un habitat très dispersé.

#### Paléontologie
En 2008, Abderrazak El Albani, à la tête d'une équipe internationale, a découvert des formes de vie fossiles multicellulaires macroscopiques connu sous le nom de groupe fossile de Franceville. En juillet 2010, ces travaux de recherche ont fait la couverture de la revue scientifique Nature. L'étude de ses fossiles révèle l'émergence de la vie multicellulaire complexe et organisée dans des roches précambriennes datées de 2,1 milliards d'années. La découverte de ces organismes a permis de repousser la date de l’émergence de la vie multicellulaire de 1,5 milliard d’années. Cette découverte permet également de réviser les connaissances quant à l’évolution de la biosphère sur Terre au cours de l’histoire de notre planète.

### Hydrographie
Une petite portion du fleuve Ogooué traverse la partie occidentale de la commune du sud vers le nord. Le cours d'eau principal est son affluent, le Mpassa, lequel traverse le territoire de la commune dans toute sa partie orientale du sud-est vers l'ouest.

## Transports

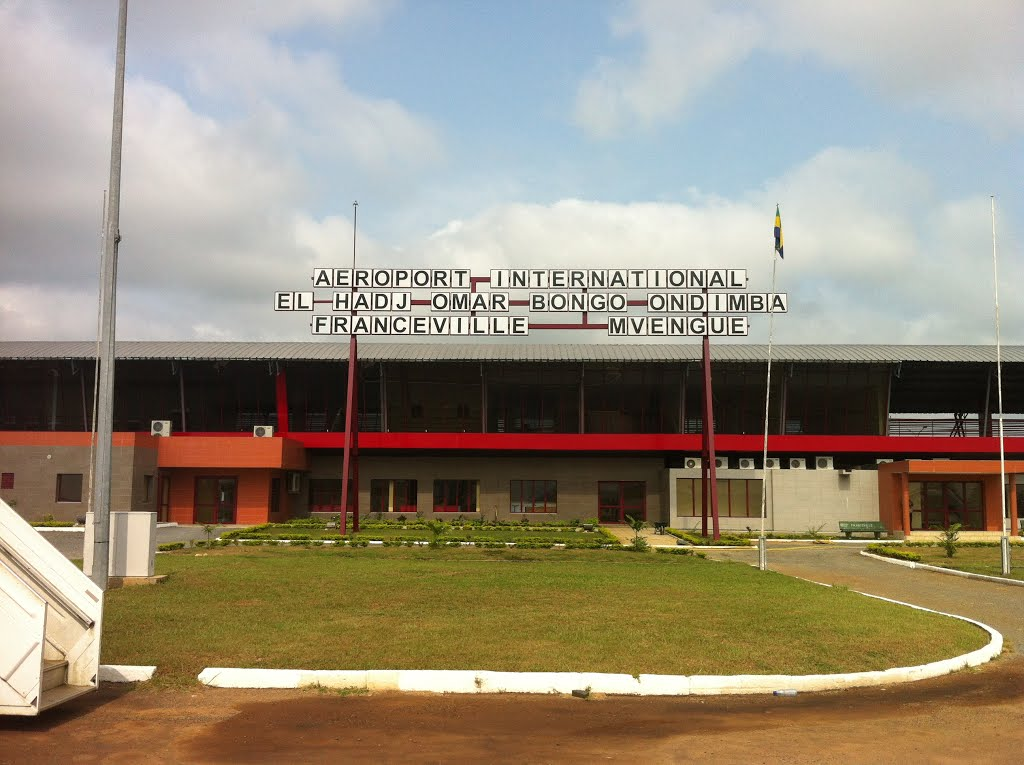
Aéroport de Franceville.

La ville est desservie par l’aéroport de Franceville, le troisième du pays, situé à 25 km de la ville dans le quartier de Mvengue qui abrite également la 2e base aérienne du pays.
Franceville est le terminus du chemin de fer transgabonais et de la route nationale N3.

## Toponymie
Le village d'origine s'appelait Masuku, nom tiré des chutes éponymes. L'endroit rappelant fort bien un certain paysage de la France[Quoi ?], il fut rebaptisé Franceville par Pierre Savorgnan de Brazza en 1880.

## Histoire
Site d'un ancien village, le lieu est ensuite occupé par les Français qui y installent un camp colonial permettant l'accès au Congo.
Le président gabonais Omar Bongo, décédé le 8 juin 2009 à Barcelone, y est enterré.

## Population et société

### Démographie
Selon le dernier recensement de 2013 sa population s'élève à 110 568 habitants, faisant de Franceville la troisième ville du pays au regard de la population.
Franceville est peuplée par des Obambas et des Batékés présents dans les départements de Lekoni et Lekori ; les autochtones sont les Bakaningui, les Ndoumou, les Mbaghouin et Bawoubou qui sont arrivés après les pygmées.

### Enseignement

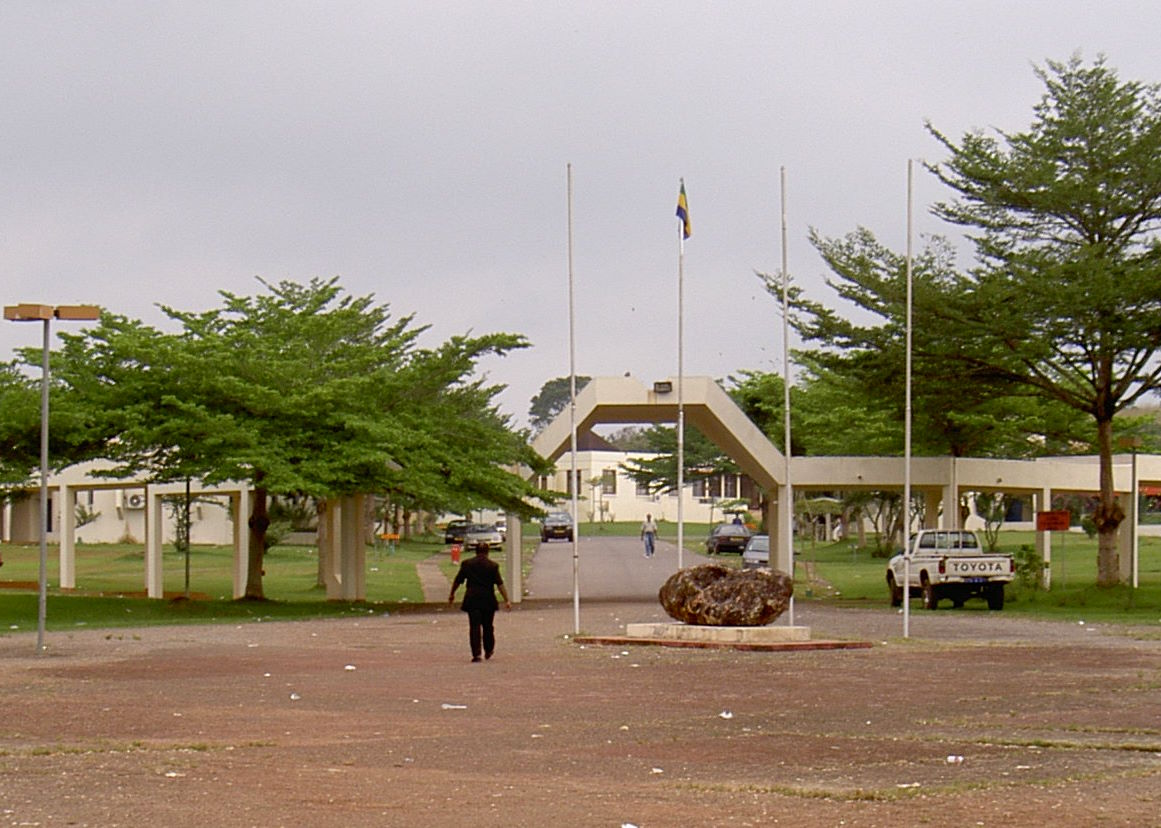
Entrée de l'UTSM (2004) avec la pierre Azzibrouck

Franceville abrite l'université des sciences et techniques de Masuku (USTM), l'université de sciences « dures » du Gabon, les autres matières étant enseignées à Libreville. Elle accueille des étudiants de tous les pays africains. Elle abrite l'école polytechnique de parrainage canadien et la faculté des sciences et l'Institut national supérieur d'agronomie et biotechnologie qui forme les ingénieurs agricoles.
Le vaste campus comporte en son entrée un gros rocher, la "Pierre Azzibrouck" auquel la tradition universitaire attribue un âge fantaisiste de 3,5 milliards d'années, plus probablement 2 milliards d'années.
La ville abrite également une école doctorale dans le 2e arrondissement.

### Santé
Elle possède un centre hospitalier régional Amissa Bongo, un hôpital de l'amitié sino-gabonaise. Elle abrite aussi des installations du Centre international de recherches médicales de Franceville (CIRMF).

### Sports
Le stade Rénovation est le troisième plus grand stade du pays avec une capacité de 22 000 places assises.

## Lieux de culte
Parmi les lieux de culte, il y a principalement des églises et des temples chrétiens : Diocèse de Franceville (Église catholique), Église de l'Alliance chrétienne et missionnaire du Gabon (Union mondiale de l'Alliance), Assemblées de Dieu, Église Évangélique du Gabon  . Il y a aussi des mosquées musulmanes.

## Économie

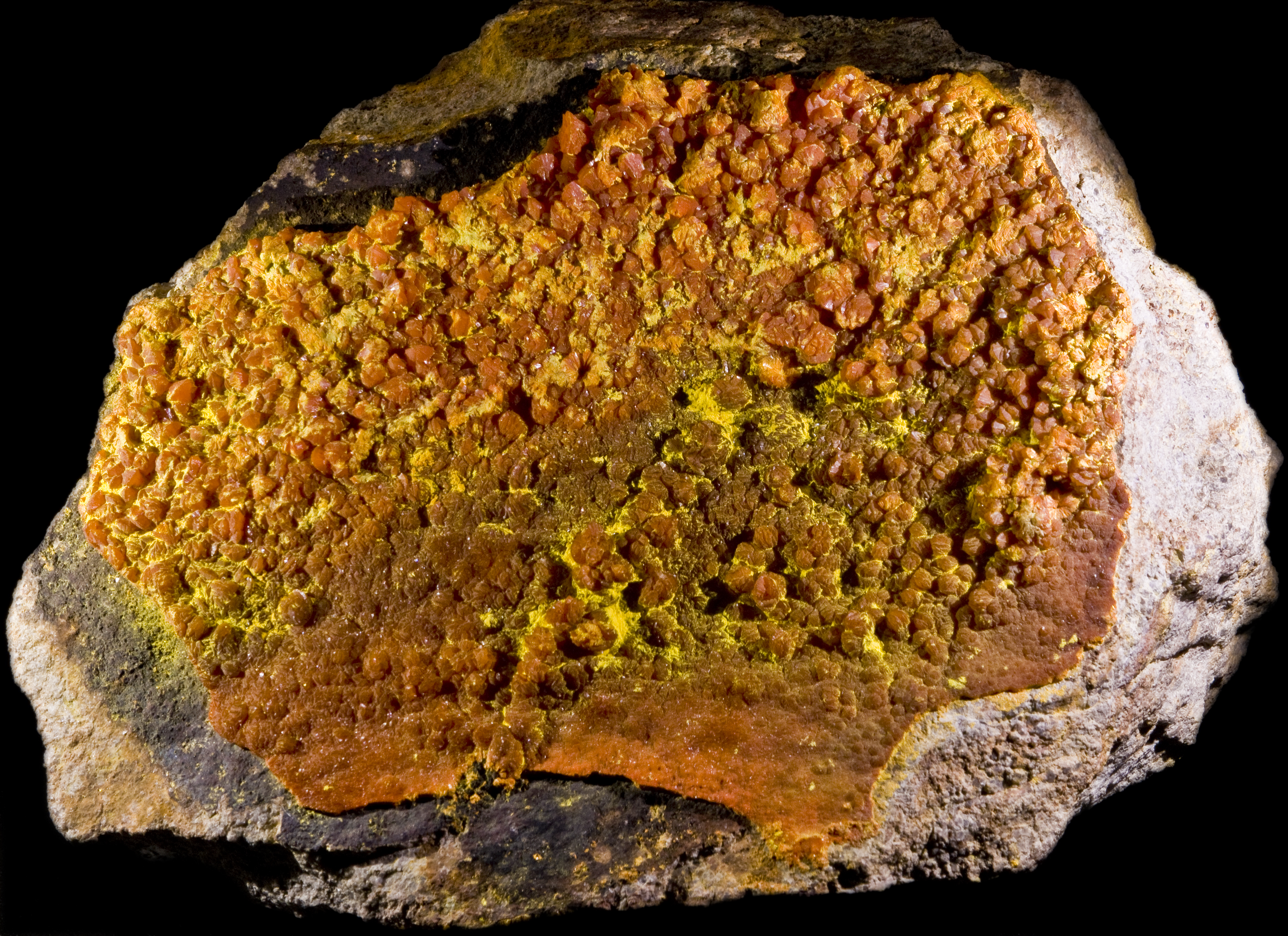
Francevillite.

La proximité des districts miniers de Moanda et de Mounana vaut à Franceville d’être dédicataire d’un minéral, la francevillite.
La ville possède peu d'industries.

## Culture

### Lieux et monuments
- Le Pont de lianes de Poubara.
- La cathédrale Saint-Hilaire.

### Personnalités liées à la commune
- Omar Bongo (1935-2009) : deuxième président de la République gabonaise, enterré à Franceville ;
- Pascaline Bongo (1956-) : femme politique fille d'Omar Bongo, née à Franceville ;
- Étienne Alain Djissikadié (1977-) : footballeur né à Franceville;
- Aaron Appindangoyé, footballeur né en 1992 à Francevile.

## Jumelage
- Port-Louis (Maurice)
- Meknès (Maroc)